# Tetrao
Tetrao és un gènere d'ocells de la subfamília dels tetraonins (Tetraoninae), dins la família dels fasiànids (Phasianidae) que habita als boscos de coníferes d'Euràsia.

## Taxonomia
S'han descrit dues espècies dins aquest gènere:
- Gall fer comú (Tetrao urogallus).
- Gall fer becnegre (Tetrao parvirostris).

En la classificació de Clements 6a edició (inc. revisions del 2009), les dues espècies del gènere Lyrurus, són incloses a Tetrao.